# Juninho (voleibolista)
Edson Júnio Souza da Paixão (Contagem, 29 de março de 2000) é um voleibolista indoor brasileiro atuante na posição de central, com marca de alcance de 346 cm no ataque e 326 cm no bloqueio. Serviu a Seleção Brasileira na categoria de base e conquistou o título do Campeonato Sul-Americano Sub-21 de 2018 na Argentina.

## Carreira
A trajetória no voleibol teve início nas categorias de base do Minas Tênis Clube sendo campeão estadual na categoria Sub-17 e representando o Estado de Minas Gerais, disputou na categorua Sub-19 o Campeonato Brasileiro de Seleções Estaduais, sagrando-se campeão em ambas competições.
Em 2018 foi convocado pelo técnico Giovane Gávio  para seleção brasileira juvenil e disputou a edição do Campeonato Sul-Americano Sub-21 em Bariloche, sagrou-se campeão e foi premiado como o melhor central da competição.No ano de 2019 serviu a seleção brasileira na edição do Campeonato Mundial Sub-21  sediado no Bahrein..

## Títulos e resultados
- Superliga Brasileira-Série A:2020-21
- Copa Brasil:2022
- Copa Brasil:2021
- Troféu Super Vôlei:2020
- Campeonato Mineiro:2019, 2020 e 2021

## Premiações individuais
- 2º Melhor Central do Campeonato Sul-Americano de Clubes de 2022
- Melhor Central do Campeonato Sul-Americano Sub-21 de 2018